# أخطاء السك

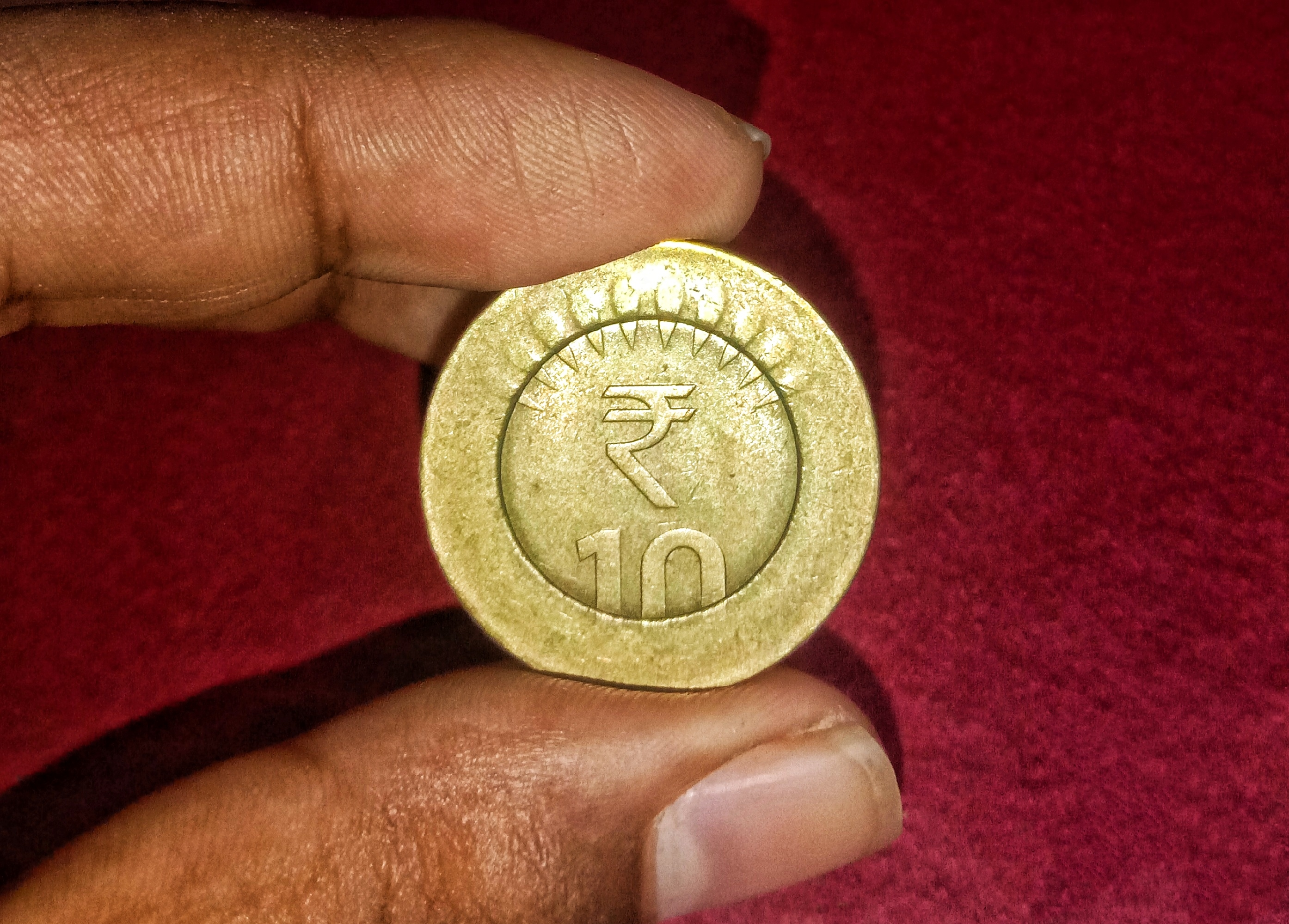
ظهر عملة معدنية بقيمة 10 روبيات هندية (خطأ في دار السك) مصنوعة بالكامل من النيكل والنحاس بينما يجب أن يكون المركز مصنوعًا من النيكل والفضة لجعلها عملة ثنائية المعدن.

تحدث أخطاء سك العملة عندما تصنع العملات المعدنية بشكل غير صحيح في دار سك العملة بما في ذلك أي شيء يحدث للعملة حتى اكتمال عملية سك العملة. ويمكن أن تكون أخطاء سك العملات المعدنية نتيجة لتدهور معدات السك أو الحوادث أو الأعطال أثناء عملية السك أو التدخلات من قبل موظفي السك. تفحص العملات المعدنية أثناء الإنتاج وتكتشف الأخطاء بالعادة. ومع ذلك يطلق بعضها في التداول عن غير قصد. كما تؤدي طرق الإنتاج الحديثة إلى إزالة العديد من الأخطاء كما أن العدادات الآلية فعالة في إزالة العملات المعدنية الخاطئة. قد يشبه الضرر الذي يحدث لاحقًا (ضرر ما بعد السك) في بعض الأحيان أخطاء السك الحقيقية. وقد تكون العملات المعدنية الخاطئة ذات قيمة لهواة الجمع اعتماداً على ندرتها وحالتها. يتخصص بعض هواة جمع العملات في العملات التي بها أخطاء.
يمكن أن تكون الأخطاء نتيجة لألواح معيبة أو قوالب معيبة أو نتيجة لأخطاء حدثت في أثناء الضرب. كما يتوافق نظام تصنيف القطع المعدنية والقوالب والضرب (أو بيه دي أس) مع علامات دار سك العملة الثلاث الأكبر في الولايات المتحدة فيلادلفيا ودينفر وسان فرانسيسكو. حيث أن بعض الأخطاء لها أسباب متعددة وليست كل الأخطاء تندرج ضمن الفئات المحددة. على سبيل المثال قد تكون عناصر التصميم مفقودة من العملات المعدنية لأن شقوق القالب كانت مليئة بالشحم  – وهي مشكلة في القالب ولكن الخطأ يحدث عند سك العملة المعدنية. وقد تصف العلامات المستخدمة لتحديد فئات معينة من الأخطاء سبب الخطأ (تشقق القالب أو القالب الدوار أو القطعة المقصوصة) أو مظهر العملة المعدنية (خطوات متموجة أو مسارات أو عنصر مفقود) أو عوامل أخرى (الميول أو الاتساخ أو الكسر). بعض الأخطاء معروفة بأسماء متعددة على سبيل المثال أخطاء القالب المملوء تُعرف أيضاً بأخطاء عنصر التصميم المفقود والأخطاء المشطوبة.
بعض الأخطاء مثل الضربة خارج المركز تكون فريدة من نوعها. وتشكل الأخطاء الأخرى مثل تلك الناتجة عن صدع قالب معين مجموعة متنوعة أي مجموعة من العملات المعدنية ذات التفاصيل أو الخصائص المميزة. إن تفرد العملة لا يعني بالضرورة أنها ذات قيمة. مع أنه لا يمكن لأي عملة أخرى أن تكون مثل العملة المعدنية ذات الضربة غير المركزية المحددة فإن الضربات غير المركزية بدرجات متفاوتة ليست نادرة للغاية. وربما تكون العملات المعدنية التي سكت نتيجة أخطاء عرضية هي الأكثر عدداً مع أنها نادرة في عمليات سك العملة الحديثة مما يجعلها ذات قيمة محتملة لهواة الجمع. كما لا يتضمن التدخل المتعمد لموظفي دار سك العملة بوجه خاص محاولة متعمدة لارتكاب خطأ ولكنه يتضمن عادةً إجراء يهدف إلى تحسين الجودة ولكنه يفشل.

## أخطاء تحضير بلانشيت
تشتري دور سك العملة شرائح طويلة من المعدن والتي يقومون بتغذيتها من خلال آلات التقطيع التي تقوم بثقب الأقراص المعروفة باسم الأقراص الفارغة (أو ببساطة البلانشيتس أو الفراغات) والتي تُسك العملات المعدنية عليها. وهذا ما يُحدد حجم وشكل العملات المعدنية النهائية.

### لوحة فارغة

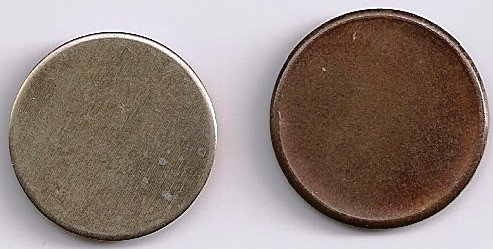
عملة الدايم الأمريكية من النوع 1 فارغة (يسار) وعملة السنت الواحد من النوع 2 فارغة (يمين)

كانت الأقراص المثقوبة تُعرف في البداية باسم الأقراص الفارغة "من النوع 1" (أو الأقراص المثقوبة). لكن بعد أن تضيف مطحنة رأسية حواف مستديرة موحدة تسمى الأقراص "بالنوع 2" (أو الأقراص الفارغة). وفي بعض الأحيان لا تعالج العملات الفارغة من النوع 1 والنوع 2 بشكل أكبر فتخرج من منشأة السك وتدخل التداول. كما يمكن أيضاً اعتبار الفراغات من النوع 2 أخطاء ضربية لأنه مع أن إعدادها كان بشكل صحيح ولكنهم قاموا بإصدارها دون أن تضرب.

### بلانشيت مقصوص
يمكن أن يحدث سوء التغذية عند تغذية الشريط المعدني عبر آلة التغطية. فتتداخل الثقوب أحيانًا مع الحافة الأمامية للمعدن مما ينتج عنه مقطع مستقيم. في بعض الأحيان تضرب الثقوب منطقة من الشريط تتداخل مع الفتحة التي خلفتها الضربة السابقة مما ينتج عنه مقطع منحني. في مثل هذه العملات المعدنية ذات المشبك المنحني غالبًا ما يُظهر الحافة المقابلة للمشبك تشوهًا مميزًا وفقدانًا للتفاصيل يُسمى تأثير بلاكيسلي. في بعض الأحيان تضرب الثقوب الحافة الخلفية غير المنتظمة للشريط المعدني مما يؤدي إلى حدوث مشابك غير منتظمة.

### سمك غير مناسب للبلانيشت
في بعض الأحيان تسك العملات المعدنية على ألواح معدنية رقيقة جداً أو سميكة جداً مما يؤدي إلى إنتاج عملات معدنية ذات وزن زائد أو وزن ناقص. وقد يكون هذا الخطأ ناتجاً عن إعدادات غير صحيحة للمعدات مما يتسبب في لف الشريط المعدني إلى السُمك الخطأ أو بسبب استخدام شريط معدني مخصص لفئة عملة أخرى مثل قرص ربع دولار أمريكي مقطوع من لفة معدنية مخصصة للعملات المعدنية من فئة الديم "العشرة سنتات".

### عيب التصفيح
عيب الترقق هو عيب في الصفائح المعدنية ينتج عن شوائب معدنية أو ضغوط داخلية. وقد تؤدي عيوب الترقق إلى تغير اللون وعدم تساوي الأسطح والتقشير والانقسام.

### لوحة مقسمة

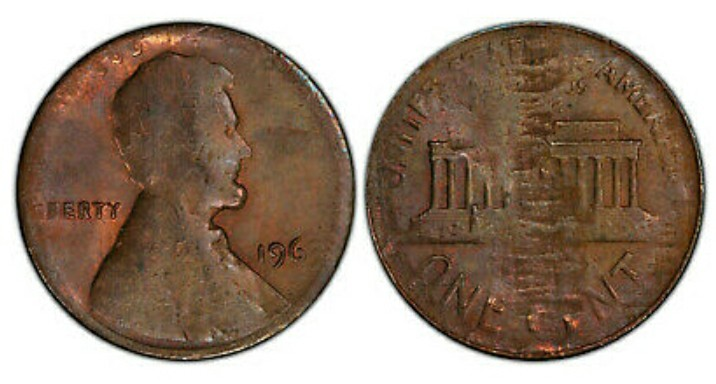
عملة لينكولن سنت الأمريكية من عام 1963 بها انقسام قبل خطأ في الرسم التخطيطي. لاحظ الضربات الضعيفة على الوجه الأمامي (اليسار) والخطوط على الوجه الخلفي (اليمين).

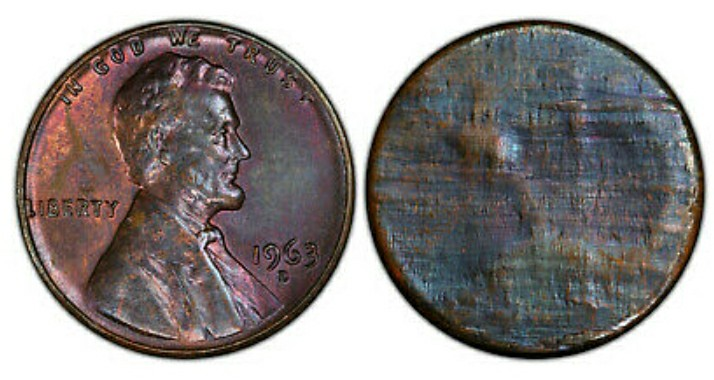
عملة معدنية أمريكية من طراز لينكولن سنت 1963-دي بها انقسام بعد خطأ في الكتابة على اللوح الخشبي. لاحظ الضربة العادية على الوجه الأمامي (اليسار) وعدم وجود تصميم على الوجه الخلفي (اليمين).

يحدث خطأ عملة بلانشيت المنقسمة عندما -أثناء تحضير شريط بلانشيت- تصبح الشوائب مثل الغاز أو الأوساخ أو الشحوم محاصرة تحت سطح القطعة المعدنية الفارغة مما يؤدي إلى ضعف أو عيب في التصفيح. قد تترقق هذه المنطقة الضعيفة من المعدن أو تتقشر أو تنقسم بسبب ضعف الالتصاق.
تقتصر أخطاء تقسيم العملات المعدنية عادةً على العملات المعدنية المكونة من سبيكة صلبة مثل سنتات الولايات المتحدة والنيكل والعملة الأسترالية فئة الخمسين سنتًا. ولا ينبغي الخلط بين أخطاء تقسيم اللوحة وأخطاء الفصل والتي لا يمكن تفسيرها إلا بناء على: تؤثر على العملات المعدنية المكسوة والمطلية. أخطاء الفصل هي أخطاء رابطة وليست أخطاء سبيكة.
يمكن أن يحدث الانقسام قبل أو بعد ضرب العملة المعدنية. تستخدم المصطلحات الوصفية "الانقسام قبل الإضراب" و"الانقسام بعد الإضراب" للتمييز بين الأنواع المعنية. فـ"الانقسام قبل الضرب" سوف يظهر تصميماً على جانبي العملة المعدنية ويكون به خطوط خشنة إلى دقيقة وعادة ما يُضرب بشكل ضعيف. وسيظهر "الانقسام بعد الضرب" ضربة طبيعية على أحد الجانبين ولكن سيكون له سطح خشن خالٍ من التصميم على الجانب الآخر وسيزن دائمًا أقل من قطعة مسطحة عادية.

### عيب الكسوة
تتكون العديد من العملات المعدنية الحديثة من طبقات من معادن مختلفة تُعرف باسم الطبقات. تتقشر طبقات الكسوة هذه أحياناً أو تنطوي أو تنفصل تماماً.

## أخطاء المحور والقالب
تستخدم دور سك العملة محاور تحمل صوراً بارزة تشبه الصور التي تظهر على العملة المعدنية لطباعة الصور المسننة على أطراف قضبان الفولاذ. وتصبح هذه القضبان القوالب التي تضرب القطع المعدنية مما يجعلها في شكل عملات معدنية. كما يمكن أن تحدث أخطاء المحور والقالب في وقت تصنيع القوالب أو عند تركيب القوالب في المكابس أو نتيجة تدهور القالب أثناء الاستخدام. ولا يزال من الممكن إصدار العملات المعدنية الحديثة مع أخطاء المحور والقالب عندما تكون العيوب صغيرة جداً بحيث لا يمكن رؤيتها بالعين المجردة. وفي بعض الأحيان تستخدم القوالب مع وجود عيوب واضحة بها مثل عملة لينكولن الأمريكية لعام 1955.

### خطأ أساسي في ضبط القالب
يحدث خطأ أساسي في ضبط القالب عندما لا يضبط القالب بالطريقة التي أرادها المنتجون. على سبيل المثال في أبريل 2013 أصدر البنك المركزي الأيرلندي عملة تذكارية فضية بقيمة 10 يورو تكريماً لجيمس جويس والتي اقتبست بشكل خاطئ سطرًا مشهورًا من تحفته الأدبية يوليسيس ذلك مع قيام وزارة المالية بتحذيرها في مناسبتين على الأقل بشأن الصعوبات المتعلقة بحقوق النشر والتصميم.

### عناصر التصميم المفقودة
يحدث فقدان علامات السك والتاريخ وعناصر التصميم الأخرى نتيجة لأخطاء في القالب أو في وقت الضرب. إن وجود عنصر تصميم مفقود من القالب عند تصنيعه يعد خطأً أساسياً. والعناصر التصميمية المفقودة التي تحدث بسبب إمالة القوالب وعدم اصطدامها بوجه اللوحة تُعرف باسم القوالب غير المحاذاة. قد يكون أحد عناصر التصميم مفقودًا لأن مادة غريبة مثل الشحم تسد التجويف الذي يتدفق فيه معدن القطعة عادةً تحت الضغط الشديد. كما يُعرف هذا الخطأ أيضًا باسم القالب المملوء أو المشطوب. مع أن هذا يتضمن قالباً فمن المعتاد اعتباره خطأً فادحاً ولكن ضُمِّن هنا من أجل اكتمال الصورة. وقد أدى هذا النوع من الأخطاء إلى أن بعض عينات إصدار عام 1999 من تصميم أرباع الولايات المتحدة الخمسين لولاية ديلاوير كانت تفتقد الحرف E الأخير من شعار الولاية وعلى هذا أُعلنت ديلاوير عن طريق الخطأ "الولاية الأولى".

### قالب مزدوج

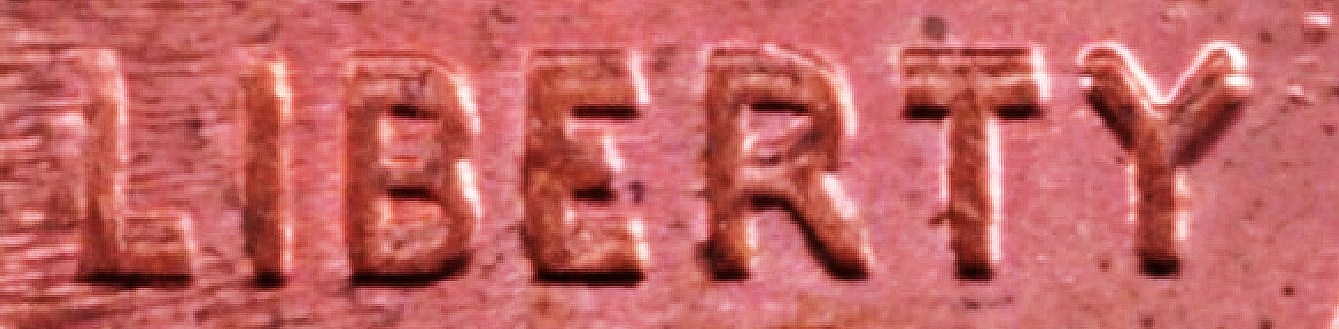
مضاعفة على LIBERTY من سنت لينكولن الأمريكي المضاعف لعام 1995

يحدث القالب المزدوج عندما يستقبل القالب انطباعًا إضافيًا غير محاذي من المحور. فالعملات القديمة مثل عملة العشرة سنتات الأمريكية ميركوري الصادرة عام 1942/1 وعملة النيكل الأمريكية بافالو الصادرة عام 1918/7 هي أيضًا عملات مزدوجة. قامت كونيكا بإدراجهما باعتبارهما قوالب مزدوجة من الفئة الثالثة. والفئة الثالثة تعني أن القالب كان مزودًا بـ"تصاميم" مختلفة (أو محاور لها تواريخ مختلفة). فهي ليست تواريخ معادة الختم حيث ختمت التواريخ على المحور. وقد يظهر تدهور القالب أيضًا على شكل مضاعفة.

### عيوب القالب: الشقوق والكسور والرقائق

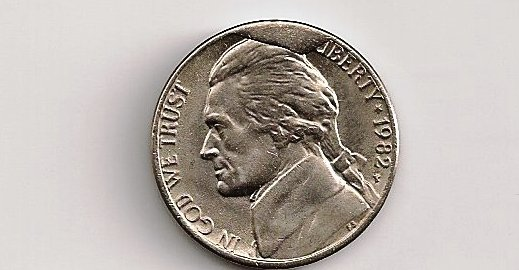
قالب مكسور أدى إلى "جُبن" فوق رأس جيفرسون

يمكن أن تتشقق القوالب أثناء الاستخدام مما يؤدي إلى ظهور خطوط متعرجة وبارزة على سطح العملات المعدنية التي تضرب لاحقًا. ففي العملة الأمريكية تظهر على العديد من عملات الدولار مورغان شقوق طفيفة. والقوالب التي تحتوي على شقوق وخاصة تلك التي تحتوي على شقوق بالقرب من الحافة قد تنكسر في بعض الأحيان. وقد تبقى القطعة المكسورة في مكانها أو قد تسقط. كما قد يكون من الصعب التمييز بين شقوق القالب وكسور القالب المحتفظ بها. وتكسر القوالب المحتفظ بها وجه العملة المعدنية من الحافة إلى الحافة مع كون المنطقة على أحد جانبي الكسر أعلى قليلاً من الجانب الآخر. أما العملات المعدنية التي ضربت بعد سقوط الكسر لها منطقة مرتفعة ومستديرة وغير مضروبة على طول الحافة. هذه العملات المعدنية معروفة لدى هواة الجمع باسم "كودس". وفي بعض الأحيان قد تنفصل منطقة من القالب عن المركز. كما تظهر هذه الرقائق أيضًا على شكل مناطق مرتفعة ومستديرة وغير مضروبة على العملات المعدنية التي ضربت لاحقًا.

### تصادم القالب
يحدث تصادم القالب عندما يتضرر القالبان الأمامي والخلفي عند اصطدامهما ببعضهما البعض دون وجود قطعة معدنية بينهما. وبسبب الضغط الهائل المستخدم قد تطبع أجزاء من صورة أحد القوالب على القالب الآخر. وتتلقى القطع التي ضربت لاحقًا بواسطة القوالب المتصادمة صورة مشوهة. ومن الأمثلة المعروفة على ذلك نصف دولار فرانكلين "باغز باني" لعام 1955 حيث يعطي جزء من جناح النسر من الخلف فرانكلين صورة أسنان بارزة.

### تصادم أم إيه دي

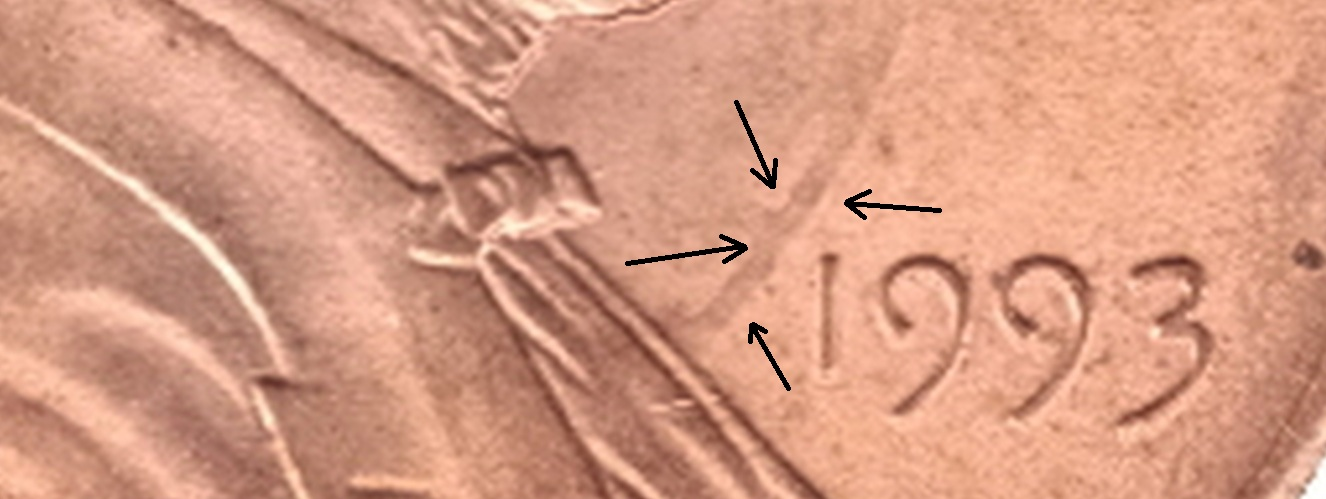
علامة صدام م أ د لعام 1993 على سنت أمريكي

يحدث تصادم م أ د (اختصار لـ"ميسألايند دايز" القوالب غير المحاذية) عندما يصطدم قالبان وجهي وعكسي ببعضهما البعض أثناء عدم محاذاتهما فيما يتعلق ببعضهما البعض. ستناقش أخطاء عدم المحاذاة الإضافية أدناه.

### أخطاء الثقب
تاريخيًا أضيفت بعض عناصر التصميم بالقرب من المحيط الخارجي للقالب عن طريق الثقب لأن التكنولوجيا جعلت من الصعب الضغط على عناصر التصميم المركزية والمحيطية في نفس الوقت. بالإضافة إلى ذلك قاموا بتصنيع بعض القوالب بدون علامات سك العملة أو تواريخها للسماح باستخدامها في دور سك العملة المختلفة. فقام فني القوالب بإضافة العناصر المفقودة عن طريق وضع المثقب وهو قضيب فولاذي صغير يحمل صورة طبق الأصل لحرف أو رقم عليه، وضرب المثقب بمطرقة للضغط على الصورة داخل القالب. وإذا لم تكن الصورة قوية بما فيه الكفاية سيقوم الفني بثقبها مرة ثانية. إن وضع الثقوب في وضع مختلف بين الضربات سيؤدي إلى إنتاج صورة مزدوجة تسمى إعادة الثقب. الثقوب المزدوجة تحدث عندما يكرر الثقب في مكان ثان. وفي بعض الأحيان يستخدم الفنيون مثقابًا يحمل حرفًا أو رقمًا خاطئًا أو بحجم غير صحيح. فمن الأمثلة المعروفة لعلامة دار سك العملة الصغيرة عملة العشرة سنتات الأمريكية "ميكرو أس" الصادرة عام 1945-س عندما استخدمت الدار أداة ثقب قديمة مخصصة لعملات الفلبين. ومن الأمثلة الأكثر ندرة هو نصف دولار أمريكي من إنتاج شركة "مايكرو أو" عام 1892-أو والذي ربما نشأ من الاستخدام القصير لآلة ثقب علامة السك المخصصة للربع. لقد حدث نفس الخطأ مع عملة باربر الدايم الأمريكية الصادرة عام 1905-أو. ومن المعروف العديد من الأمثلة على هذا الخطأ. لقد أدت التقنيات الحديثة إلى إزالة الحاجة إلى إضافة عناصر التصميم عن طريق الثقب لأنها جزء لا يتجزأ من التصميم ومضمنة في كل خطوة من خطوات عملية تصنيع المحور والقالب.

### إعادة استخدام التواريخ وعلامات السك
في الماضي كانت دور السك تستخدم القوالب حتى تنكسر. وفي بداية العام تقوم دور سك العملة بختم التاريخ الجديد على القوالب القديمة التي كانت قيد الاستخدام. وبالنسبة للعملات المعدنية التي تعود إلى القرن التاسع عشر من الصعب أن نسمي التاريخ الزائد "خطأ" لأنه نتج عن إعادة تدوير متعمد للقالب. كما تحدث علامة دار سك العملة الزائدة عندما تثقب علامة دار سك العملة الثانية فوق علامة دار سك العملة السابقة بعد نقل القالب من دار سك العملة إلى أخرى. ومن الأمثلة المعروفة على ذلك دولار مورغان الفضي لعام 1900 عندما تم إرسال القوالب الخلفية التي تحمل "سي سي" أسفل النسر من دار سك العملة في كارسون سيتي إلى دار سك العملة في نيو أورليانز حيث منح حرف "أوه". وحدثت حالة مماثلة في عام 1938 عندما صنع قالب عكسي لعملة النيكل الجاموسية لدار سك العملة في سان فرانسيسكو لأنه في ذلك العام فقط قامت دار سك العملة في دنفر بصنع هذه العملات المعدنية مع وجود حرف "دي" محفورًا فوق الحرف "أس".

### المسارات

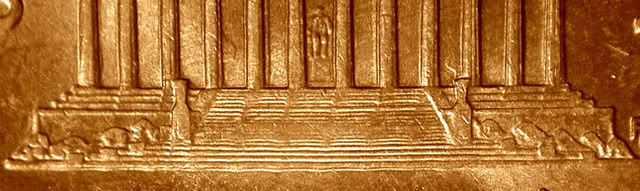
سنت لينكولن الأمريكي لعام 1999 يصور خطوات متموجة.

تنتقل الخطوط التي تسمى المسارات إلى العملات المعدنية من القوالب المصنوعة باستخدام عملية "الضغط الفردي" الحديثة ذات الضغط العالي. فعندما تطبع الصور في القوالب باستخدام هذه العملية يتحرك المعدن النازح إلى الحقول ويترك خطوطًا مرئية على القوالب. وتُسمى القوالب نفسها بقوالب المسار. أما العملات المعدنية التي تظهر عليها الخطوط فتسمى ببساطة بالمسارات. قاموا بملاحظة المسارات لأول مرة على درجات نصب لنكولن التذكاري التي وجدت على ظهر العملات المعدنية بقيمة سنت واحد والتي سكت من عام 1959 إلى عام 2008. وأعطت المسارات الخطوات مظهرًا متموجًا. كما لا يزال مصطلح الخطوات المتموجة مستخدمًا للإشارة إلى المسارات الموجودة على الخطوات التذكارية ولكن مصطلح المسارات يُستخدم بشكل أكثر شيوعًا للإشارة إلى الخطوط الموجودة في أماكن أخرى.

### مِيوُول

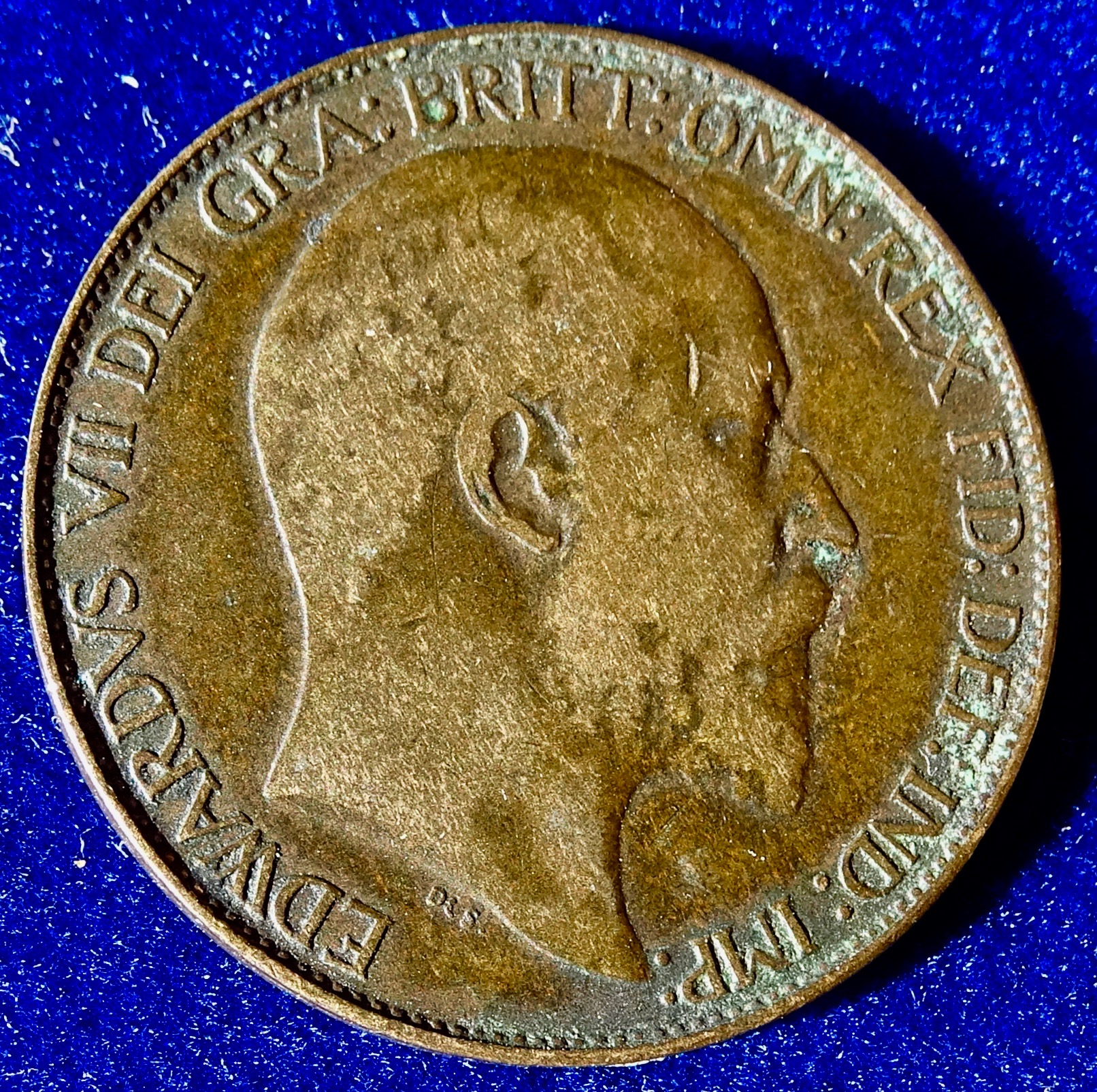
نصف بنس مزدوج الوجه من بريطانيا العظمى بدون تاريخ "ميوول" إدوارد السابع 1902 إلى 1910 الوجه متداول بشكل جيد. ما يبدو وكأنه خطأ في دار سك العملة هو في الواقع عملة معدنية مزدوجة الرأس تم صنعها بذكاء ووزنها أقل بقليل من الوزن الطبيعي.

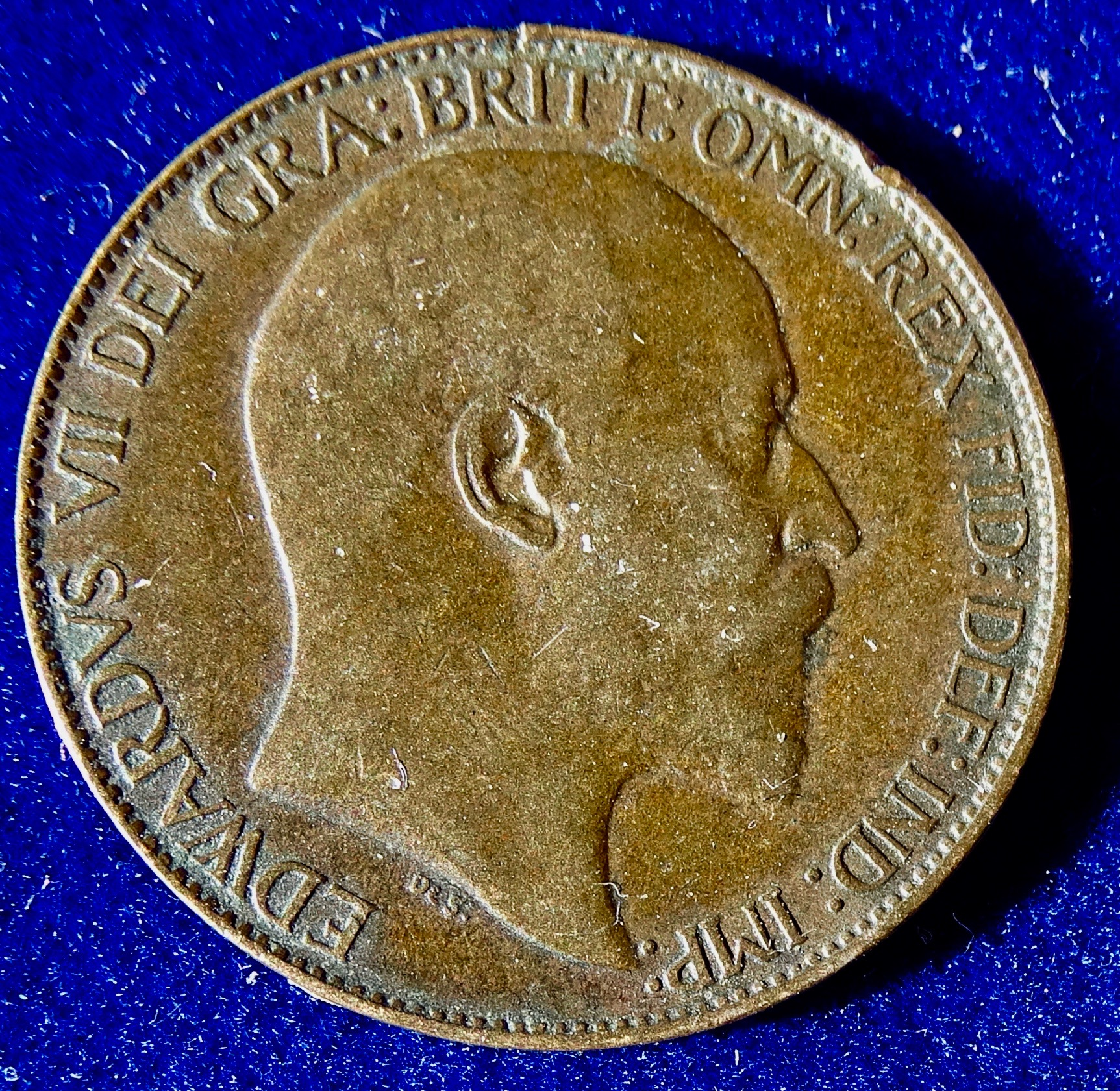
سك الوجه الخلفي من نفس العملة أيضًا باستخدام قالب وجه ولكن على ورقة مختلفة. قام بتجميع الجزأين الأماميين بذكاء من عملتين معدنيتين مختلفتين. عثر على هذه العملة المعدنية المزورة في أستراليا حيث كانت تعتبر عملة قانونية. ربما استخدمت في لعبة تو-أب الأسترالية الشهيرة بطريقة احتيالية.

العملة المعدنية التي ضربت باستخدام قوالب لم يكن من المفترض استخدامها معًا تُسمى "مِوول". ومن الأمثلة على ذلك العملة المعدنية التي ضربت باستخدام قوالب مصممة لفئات عملات مختلفة أو العملة المعدنية التي ضربت باستخدام قالبين لا يوجد عليهما سنة سك مما يؤدي إلى عملة "بدون تاريخ".

### قوالب غير محاذية
يجب محاذاة القوالب بشكل صحيح في المكابس حتى تضرب العملات المعدنية بشكل صحيح. وتحدث الأخطاء عندما تكون القوالب منحرفة أو مائلة أو دائرية. كما تحدث أخطاء الإزاحة عندما لا يكون قالب المطرقة متمركزًا فوق قالب السندان مما يؤدي عادةً إلى ظهور وجه غير متمركز ولكن ظهر متمركز. وتحدث أخطاء الإمالة عندما لا تكون أسطح القالب متوازية مما يؤدي إلى إنتاج عملات معدنية أرق على طول حافة واحدة وفي بعض الأحيان تتسبب في فقدان عناصر التصميم على طول الحافة المقابلة بسبب عدم وجود ضغط كافٍ على تلك الحافة. وتحدث أخطاء الدوران عندما تحول الصور الموجودة على الوجهين الأمامي والخلفي من مواضعها الطبيعية مثل عندما تكون الصورة العكسية بزاوية قائمة على الوجه.

## أخطاء الضرب
تحدث أخطاء الضربة عند ضرب اللوح الخشبي. وهو خطأ في عملية التصنيع وليس في القالب أو اللوح. غالبًا ما يفضل علماء العملات العملات التي بها أخطاء ضرب على العملات المضروبة تمامًا والتي تميل إلى أن تكون أكثر شيوعًا ولكن بدرجة أقل من العملات التي بها أخطاء ضرب والتي عادةً ما تكون أكثر ندرة مما يجعلها ذات قيمة.

### ضرب برودسترايك

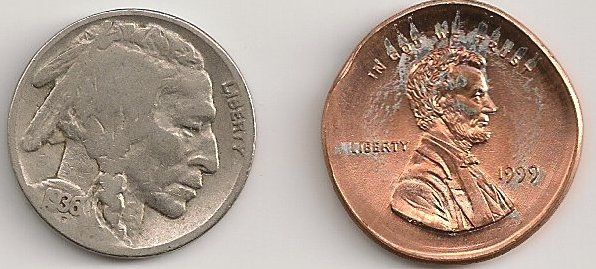
يبلغ حجم هذه العملة المعدنية الأمريكية العريضة من نوع لينكولن حجم عملة النيكل.

تحدث أخطاء برودسترايك عندما يحدث خلل في قالب الطوق (القالب الدائري المحيط بالقالب السفلي). حيث يمنع الطوق المعدن الموجود في القالب من التدفق خارج حدود القالب. وجميع فئات العملات الأمريكية ذات الضربة العريضة لها حواف عادية.

### سترايك ثرو
تصنع العملة المعدنية "المشطوبة" عندما يأتي جسم آخر بين قطعة فارغة والقالب في وقت الضرب. تضغط الخطوط العريضة لهذا الكائن على سطح الفراغ. وتشمل الأمثلة الشائعة الأشياء الصلبة مثل الدبابيس ونشارة المعادن والعملات المعدنية الأخرى بالإضافة إلى الأشياء الناعمة مثل القماش والشحوم. حيث تترك الأجسام الصلبة خطوطًا حادة وفي بعض الأحيان تلتصق بالفراغ مما ينتج عنه عملة معدنية تسمى "خط محتفظ به". تترك طبعة من العملة المعدنية على قطعة معدنية تحمل اسم "بروكاج" (سوف تتم مناقشتها أدناه). عندما يكون الكائن "المشطوب" عبارة عن قطعة معدنية فارغة وتكون النتيجة عبارة عن عملة ذات وجه واحد مع جانب مضروب وجانب فارغ (انظر أدناه). أما عندما يكون الجسم "الممسوك" عبارة عن عملة أخرى وتلتصق تلك العملة بقالب (على عكس العملة الأخرى) فتسمى العملة الملتصقة "غطاء القالب" (مناقشته أدناه). يُطلق على العملتين المعدنيتين الملتصقتين ببعضهما البعض اسم "الأزواج المرتبطة". يمكن للأشياء الأكثر ليونة مثل الشحوم أن تملأ الشقوق في القالب مما ينتج عنه ضربة ضعيفة ذات مظهر ملطخ. تُسمى هذه الأخطاء غالبًا "عملات العناصر المفقودة" (تمت مناقشتها أعلاه و"القوالب المملوءة"). (حدث مثال رائع على هذا الخطأ في عام 1922 عندما كانت دار سك العملة في دنفر هي الوحيدة التي ضربت سنتات لينكولن. ونتيجة لمحاولة دار السك تسريع الإنتاج وضعت كمية كبيرة من الشحم الزائد على القوالب مما أدى إلى إخفاء علامة دار السك وعلى هذا إما أنها غير موجودة أو ضعيفة على سنتات عام 1922. وهذه تحظى بشعبية كبيرة لدى هواة الجمع.)

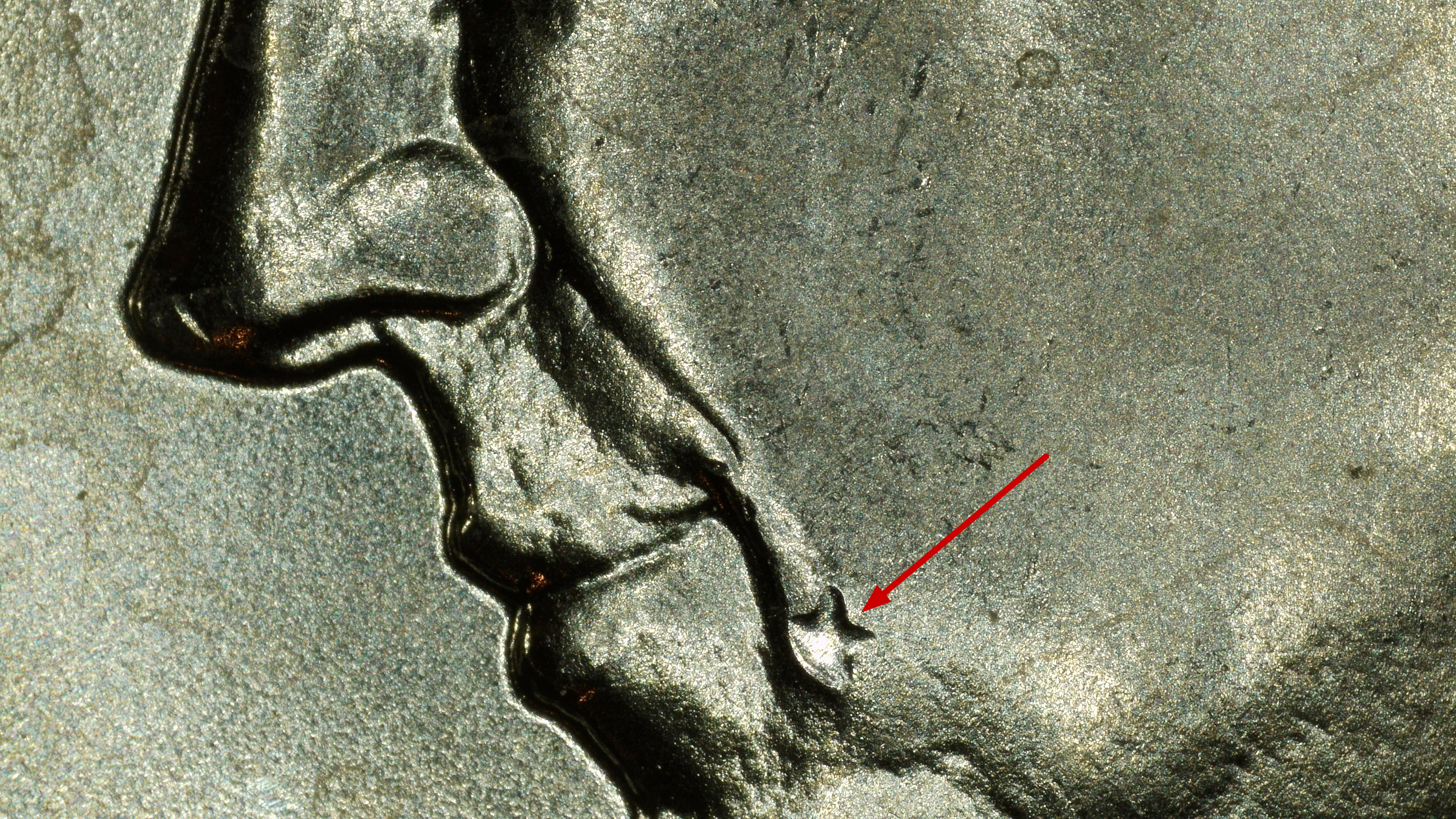
نجمة متساقطة على نصف دولار كينيدي

يحدث نوع مميز ولكنه مرتبط من الأخطاء عندما يسقط حشو القالب المضغوط ("الشحم") من تجويف في وجه القالب وعلى قطعة مسطحة قبل الضربة. تعمل هذه السدادة الساقطة من المادة الصلبة بعد ذلك ككائن فاصل في عملية الشطب مما يؤدي إلى ما يسمى بخطأ "العنصر المسقط". يدخل القابس في القطعة المعدنية مما يترك انطباعًا غائرًا لعنصر القالب (مثل حرف أو رقم) الذي شُكل حوله. الحروف ("الحروف المسقطة") والأرقام ("الأرقام المسقطة") هي العناصر المسقطة الأكثر شيوعًا. حيث يعتمد اتجاه الانطباع الناتج على كيفية هبوط القابس: إذا لم ينقلب وظل بالقرب من القالب الأصلي يكون الانطباع موجهًا بشكل طبيعي. أما إذا انقلب أو هبط على القالب المقابل فيكون الانطباع صورة طبق الأصل. والعناصر المتساقطة ذات التوجه الطبيعي هي الأكثر شيوعًا.

### عملة أحادية الوجه
تنتج العملة المعدنية ذات الوجه الواحد عندما تكدس قطعتين معدنيتين واحدة فوق الأخرى في وقت الضرب. ويؤدي هذا إلى إنتاج عملتين معدنيتين: واحدة تحمل صورة الوجه فقط والثانية تحمل صورة الظهر فقط. حيث يمكن أن تكون القطع المعدنية متمركزة فوق القالب لإنتاج صورة كاملة على كل عملة أو غير متمركزة لإنتاج صور جزئية على كل جانب. في الصورة المرفقة للوجه الخلفي الفارغ يظهر ظل أو خطوط عريضة لملف لينكولن من الجانب الأمامي للعملة.

### غطاء القالب

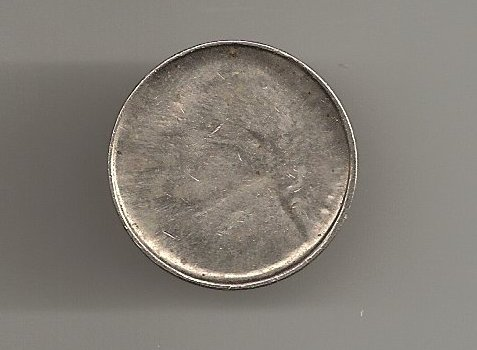
غطاء القالب

تظل العملة المعدنية المضروبة على القالب وتترك انطباعًا يتلاشى ببطء (يسمى التكسير) على العملات المعدنية المضروبة لاحقًا. وتتسبب الضربات اللاحقة في تغيير شكل العملة العالقة تدريجيًا إذا لم تخرج مما يؤدي في النهاية إلى اتخاذ شكل يشبه القبة يشبه غطاء الزجاجة.

### بروكاج

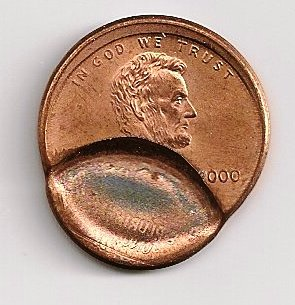
يمكن رؤية صورة النقش التذكاري للينكولن بالقرب من أسفل العملة المعدنية

يحدث البروكاج عندما تضرب صورة طبق الأصل من العملة المعدنية على قطعة فارغة. وبعد فشل العملة المعدنية المضروبة في الخروج يتم تغذية فراغ جديد بين العملة المعدنية المضروبة والقالب المطرقة. تضرب مطرقة القالب الفراغ الثاني تاركة صورته على جانب واحد بينما تضغط على الفراغ مقابل العملة المعدنية العالقة سابقًا مما يؤدي إلى غرق صورته في الجانب الآخر. إن معظم الأعمدة المتداخلة تكون غير متمركزة ولكن الأعمدة المتداخلة بشكل كامل هي الأكثر مرغوبية.

### ضربة الحافة
هناك نوعان من ضربات الحافة. حيث تحدث ضربة الحافة الدائمة عندما ترتد القطعة الفارغة بحيث تصبح واقفة على الحافة أثناء ضربها. فيؤدي الضغط الضارب إلى إحداث انبعاجات على الحافة في مكان ضرب القوالب وفي بعض الأحيان يؤدي إلى ثني القطعة الفارغة. كما يمكن أن تؤدي الضربات المتكررة إلى إنتاج عملة مطوية بشكل مسطح. أما ضربات حافة السلسلة فتحدث عندما تدخل قطعتين فارغتين في المساحة بين القوالب في نفس الوقت. وتتمدد الفراغات عند ضربها وضغطها معًا مما يترك كل منها بحافة مسننة واحدة. إذ تُعرف العملات المعدنية المضروبة على حافة السلسلة معًا باسم الزوج المتطابق.

### ضربة متعددة

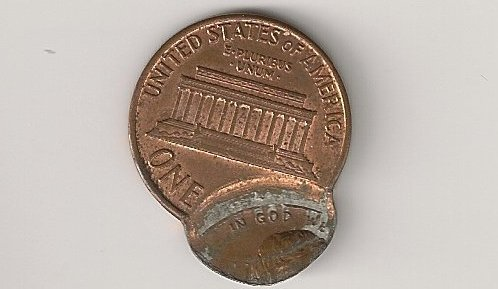
عملة معدنية متعددة الضربات قابلة للقلب

تحدث الضربة المتعددة والتي يشار إليها أيضًا بالتعرض المزدوج، عندما تكتسب العملة المعدنية صورًا إضافية من ضربها مرة أخرى خارج المركز. وأحيانًا يخلط بين النتيجة وكونها "قالباً مزدوجًا". وفي أحيان أخرى تنقلب العملة المعدنية بين الضربات بحيث تكون الصورة الثانية هي صورة الجانب الآخر من العملة المعدنية.

### ضربة خارج المركز
تنتج العملة المعدنية خارج المركز عندما تضرب العملة المعدنية مرة واحدة وإن كانت خارج المركز. فعلى عكس الضربة العريضة فإن الضربة لا تكون في وسط العملة المعدنية بل في الحافة. ويؤدي هذا إلى الحصول على عملة معدنية غير دائرية. نتيجة لذلك تبدو العملة المعدنية غريبة الشكل وتظهر كميات مختلفة من مساحة اللوحة الفارغة. كما يمكن أن تختلف قيمة العملات المعدنية بسبب المسافة البعيدة عن المركز الذي تضرب فيه مع أن العملات المعدنية التي تحمل تواريخ كاملة تكون مرغوبة أكثر من العملات المعدنية التي لا تحتوي على تاريخ أو أرقامها مفقودة.

### فئة مزدوجة
العملة المعدنية ذات الفئة المزدوجة هي العملة التي سكت مرتين بين قوالب فئات مختلفة مثل مرة بين قوالب النيكل ومرة أخرى بين قوالب الربع. ويستخدم المصطلح أحيانًا للإشارة إلى العملة المعدنية التي ضربت على قطعة معدنية خاطئة (انظر أدناه).

### ضرب على اللوح خاطئ
في بعض الأحيان تُدخل قطع معدنية من فئة واحدة إلى آلة ختم العملات المعدنية المجهزة بقوالب من فئة أخرى. وينتج عن هذا عملة معدنية ختمت بتصميم مخصص لعملة معدنية ذات حجم مختلف. إن الأخطاء الناتجة عن ذلك تحظى بتقدير هواة الجمع مع أنه عادة ما تكتشف أثناء عملية التصنيع وتدمر. وتسمى هذه الأخطاء أحيانًا بالعملات المعدنية "ذات الفئة المزدوجة" ولكن هذا المصطلح يستخدم أيضًا للإشارة إلى العملات المعدنية التي سكت مرة ثانية باستخدام قوالب من فئة مختلفة.
تتضمن بعض الأمثلة عملات سنتية مضروبة على عملات معدنية من فئة الدايم أو عملات نيكل مضروبة على عملات سنتية مضروبة أو عملات ربع دولار مضروبة على عملات معدنية من فئة الدايم. ولا ينبغي الخلط بين هذا النوع من الأخطاء وبين العملة المعدنية النادرة جدًا ذات "الميول" والتي هي عملة معدنية ضربت بين قوالب لم يكن من المفترض أبدًا استخدامها معًا مثل العملة المعدنية ذات الوجه النيكل والوجه الخلفي من العشرة سنتات.
قد تحدث أخطاء في التخطيط أيضًا عندما يتغير تكوين العملة المعدنية. وتنشأ مثل هذه المواقف عمومًا عندما تقرر دار سك العملة تغيير سبيكة أو طلاء العملة في سنة سك العملة الجديدة ولكن لم يسك سوى عدد قليل من القطع النقدية من العام السابق وبذلك من التركيبة السابقة. في حالة تغيير القوالب للعام الجديد أثناء انتظار القطع القديمة للضرب وعدم إزالتها ستسك العملات المعدنية التي تستخدم التكوين القديم بتاريخ العام الجديد. كما تعتبر مثل هذه العملات نادرة وغالباً ما تكون ذات قيمة عالية لدى هواة الجمع، كما هو الحال مع عملات النحاس التي صدرت عام 1943 وعملات الفولاذ التي صدرت عام 1944.
الخطأ الأكثر ندرة هو كتابة قيمة العملة على قطعة نقدية أجنبية. وقد حدث هذا أحيانًا مع العملات المعدنية الأمريكية (وقبل ذلك الاستعمار الأمريكي) في القرنين السابع عشر والثامن عشر والتاسع عشر. فمثلاً في القرن العشرين اكتشف عدد أقل من الأخطاء على القطع النقدية الأجنبية ولكنها لا تزال تحدث عندما تتعاقد الحكومات الأجنبية مع دار سك العملة الأمريكية لإنتاج العملات المعدنية لها ويمكن أن تحمل قيمة عالية. كما تكشف عمليات التغليف والمبيعات الأخيرة في المزادات عن نماذج من العملات المعدنية التي سكت على قطع معدنية أجنبية في عامي 1995 و1996. وسُك عدد قليل من سنتات لينكولن لعام 1996 على الأوراق المالية المخصصة لسنغافورة. فهناك عملات سنت لينكولن مؤرخة بالأعوام 1997-د و1998 و2000 مضروبة على ألواح معدنية أجنبية ولكن لم تحددها كلاً من بيه سي جي أس أو أن جي سي فيما يتعلق بالبلد الذي كان من المقصود أنه سكها. وهناك خطأ في رسم لوحة معدنية بيعت بمبلغ 5462.50 دولارًا أمريكيًا في هيرتاج أوكشنز في أغسطس 2010 وهي عملة معدنية أمريكية بدون تاريخ ضربت فوق عملة بيروفية من فئة 5 سنتافو عام 1960.

### أخطاء الحافة والإطار
تحاط الفراغات بأطواق عند ضربها لمنع الفراغ من التسطيح والانتشار. وتحدث أخطاء الحافة والإطار عندما تكون الأطواق خارج موضعها أو متدهورة. إن حافة السلك هي نتيجة لضغط الضغط الزائد على المعدن الموجود بين الطوق وحافة القالب مما يؤدي لحافة رفيعة للغاية. كما يحدث الطوق الجزئي عندما يترك الطوق غير الموضعي خطًا حول العملة المعدنية والذي يمكن رؤيته عند النظر إلى حافتها. ويُطلق على الطوق الجزئي أحيانًا اسم حافة السكة الحديدية عندما يتعلق الأمر بعملة معدنية ذات حافة مقصوصة حيث يشبه الخط السكة الحديدية وتشبه القصب عوارض السكة الحديدية.

### زوج ميتد أو المجموعة
مجموعة من عملتين معدنيتين أو أكثر ضربوا في نفس الوقت أو أثناء الضربات المتتالية على قالب واحد أو أكثر وهذه العملات المعدنية مع الأخطاء الناتجة عنها مرتبطة ببعضها البعض وتتناسب معًا كمجموعة. فجميع القطع النقدية والقطع المسننة وضربات حافة السلسلة وضربات القالب المغطى لها عملة مقابلة ولكن نادرًا ما يعثر عليها معًا. وقد يكتشف موظفو دار سك العملة قطعة نقدية واحدة من المجموعة أثناء مراقبة الجودة وتزال أو قد تفصل العملات المعدنية إلى مجموعات مختلفة لتوزيعها بشكل منفصل للتداول.

### الضرر بعد السك

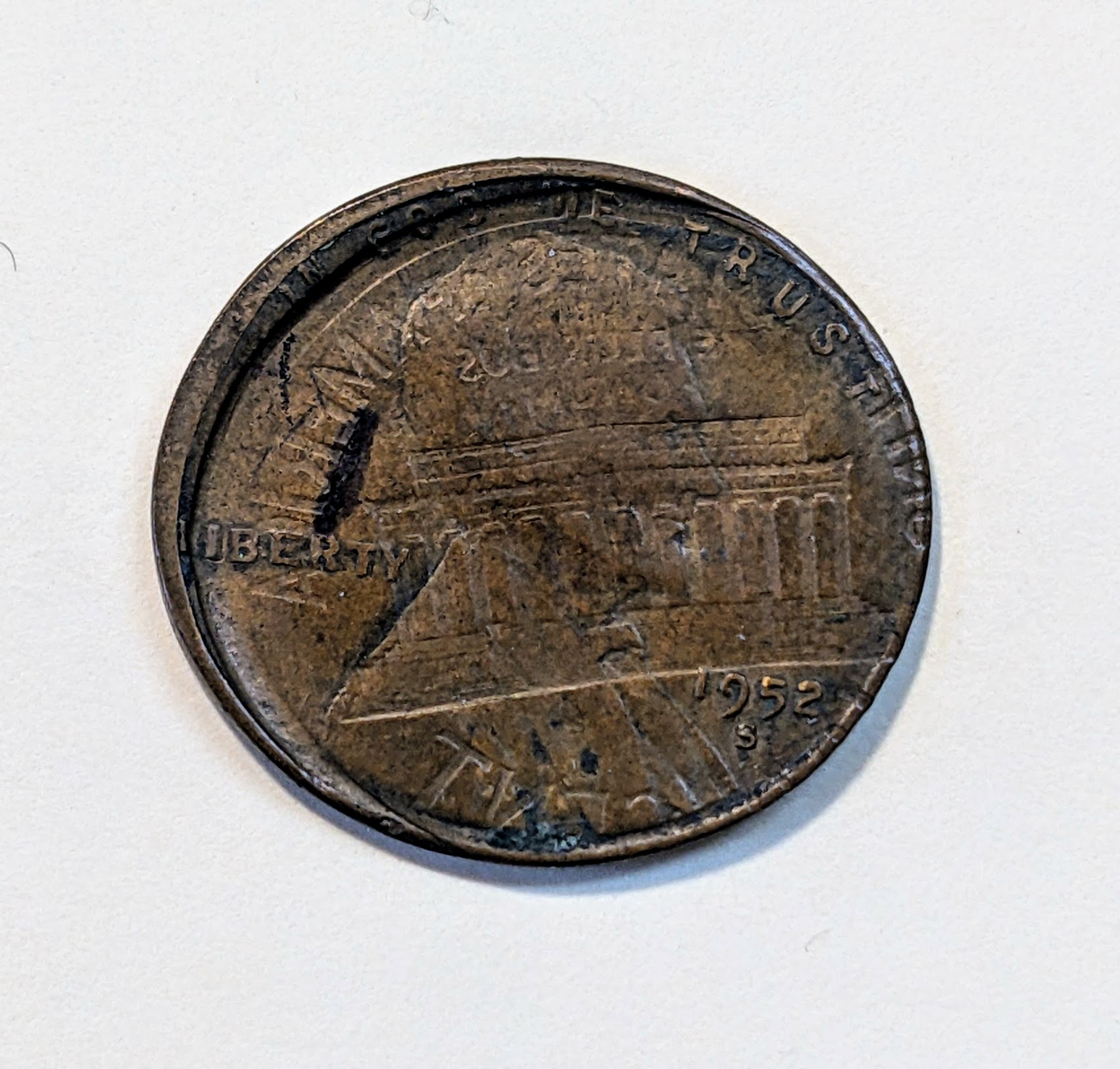
سنت لينكولن الأمريكي (الوجه) مع طبعة لينكولن على الوجه الآخر بسبب تلف الضغط بعد الصك من قطار

في كثير من الأحيان يخلط بين العملات المعدنية الأصلية ذات الخطأ والعملات المعدنية التي تعرضت لأضرار بعد سكها. تتعرض هذه العملات المعدنية للتلف (الخدش والكشط والنقش والتشويه والتسطيح) بعد الضربة النهائية إما عن طريق الخطأ أو عن عمد. فإذا حدث ضرر في دار السك بعد عملية السك على سبيل المثال أثناء التعامل الآلي اللاحق فإنه لا يزال يعتبر ضررًا بعد السك. كما يمكن أن يحدث التآكل والخدوش والانحناء والخدوش للعملات المعدنية المتداولة وقد تحاكي أحيانًا أخطاء دار سك العملة.

## القيمة النقدية للعملات المعدنية المحتوية على الخطأ
كما هو الحال مع العملات المعدنية الأخرى فإن قيمة الأخطاء تعتمد جزئيًا على الندرة والحالة. بوجه عام تكون أخطاء الفئات الأقل تكلفة أقل من أخطاء الفئات الأعلى وذلك ببساطة لأن المزيد من هذه العملات تسك مما يؤدي إلى أخطاء متاحة. بسبب التحسينات في الإنتاج والتفتيش أصبحت الأخطاء الحديثة نادرة وهذا يؤثر على القيمة. يمكن تزوير بعض أنواع الأخطاء مثل القطع المقصوصة وضربات الحواف وضربات الأجسام الغريبة. تباع العديد من الأخطاء دون تصنيف بسبب قيمتها المنخفضة نسبيًا والتكلفة النسبية للتصنيف. بالإضافة إلى ذلك في كثير من الأحيان لا تلاحظ الأخطاء من قبل خدمات التصنيف. غالبًا ما تكون أخطاء التأخير والمولز والبروكاج والفئة المزدوجة والضرب على اللوح الخطأ ذات قيمة. ومع ذلك فإن الأخطاء الموجودة في العملات القديمة والوسطى والعملات ذات القيمة العالية، قد تكون ضارة بالقيمة النقدية للعملة.

## أنواع وأخطاء العملات الأسترالية البارزة
- 1966 "ويفي 2" 20 سنتًا
- 1979 "دبل بار" 50 سنتًا
- 1980 "دبل بار" 50 سنتًا
- 1981 "3-1/2 مخلب" 20 سنتًا
- 1994 "تاريخ واسع" 50 سنتًا
- عملة معدنية من فئة 50 سنتًا من إصدار الألفية لعام 2000 بعنوان "علم مُطعّم"
- عملة ميول 2000 دولار و10 سنتات
- قالب دوار لعام 2001 بمناسبة الذكرى المئوية للاتحاد دولار واحد
- عملة معدنية كبيرة "بوينتي أ" موديل 2004 20 سنتًا

## أنواع وأخطاء العملات الأمريكية الشهيرة
- عملة نيكل الجاموس 1918/7
- ربع دولار من عملة الحرية الواقفة 1918/7-أس
- عملة نيكل الجاموس ثلاثية الأرجل موديل 1937-دي
- عملة معدنية من فئة عشرة سنتات من الزئبق لعام 1942/1
- عملة معدنية من فئة عشرة سنتات من عطارد عام 1942/1-دي
- سنت نحاسي 1943
- سنت فولاذي 1944
- سنت وجه مزدوج من عام 1955
- نصف دولار فرانكلين وسيم من عام 1958
- عملة معدنية من فئة سنت واحد من عام 1970-أس ذات وجه مزدوج وتاريخ صغير أو كبير
- سنت وجه مزدوج من عام 1972
- 1982 لا يوجد بيه عشرة سنتات
- عملة معدنية مزدوجة من طراز 1983
- سنت أذن مزدوج عام 1984
- سنت مزدوج الوجه من عام 1995
- أرباع أوراق ويسكونسن الإضافية 2004-دي
- دولارات رئاسية لعام 2007 مفقودة الحروف على الحافة

## أخطاء بارزة في العملات البريطانية
- 1983 "بنس جديد" بنسين
- 2005 "بيممبر" جنيهين
- عملة معدنية من فئة العشرين بنس بدون تاريخ لعام 2008 باستخدام وجه تصميم الفترة من 1982 إلى 2008 وظهر تصميم الفترة من 2008 إلى الوقت الحاضر وكلاهما يفتقر إلى التاريخ.
- 2011 "الرياضات المائية" خمسون بنسًا
- عملة فضية من فئة 2 بنس وعملة من فئة بنس واحد سُكبت عن طريق الخطأ على قطعة معدنية من النحاس والنيكل تُستخدم عادةً لعملات العشرة بنسات

## أخطاء ملحوظة في العملات الفلبينية
- 1983 "بيثيكوباجا" خمسون سنتافو
- 1983 "بيجميا" عشرة سنتات

## روابط خارجية
- collectorscorner.org
- ستوديوم.كوم
- maddieclashes.com
- كونيكا
- Error-Ref.com –